# Luçon VF
Der Vendée Luçon Football oder kurz Luçon VF ist ein Fußballverein aus der westfranzösischen Stadt Luçon.
Die Vereinsfarben sind Rot und Weiß. Die Ligamannschaft trägt ihre Heimspiele im Stade Jean de Mouzon aus, das über eine Zuschauerkapazität von 7.000 Plätzen verfügt. Derzeitiger Cheftrainer ist Frédéric Reculeau. (Stand: Mai 2013)

## Geschichte
Gegründet wurde der Verein 1924 unter dem Namen Stade Luçonnais; seine Fußballer nutzten in den ersten Jahren das Stade Phélippon. Erstmals stieg Stade schon in den frühen 1930er Jahren in die regionale Division d’Honneur auf. Ab 1980 spielte die Kampfmannschaft des Vereins dann – wenn auch nicht ununterbrochen – in einer der beiden landesweiten Amateurligen. 1966 war in Luçon ein neues Bahnradstadion, das Stade Eugène-Beaussire, errichtet worden, dessen Innenraum ab dann von Stades Mannschaften genutzt wurde. In dieser 2005 umbenannten Sportstätte trägt Luçon VF auch gegenwärtig seine Heimspiele aus.
Die jüngste Aufwärtsentwicklung des Klubs ist eng mit dem Namen Frédéric Reculeau verbunden, der dem Verein seit 1987 durchgehend angehört – zunächst als Spieler sämtlicher Jugendteams und anschließend der Ligamannschaft (2002 war er Mannschaftskapitän der Elf, die im Pokal gegen Paris Saint-Germain unterlag; siehe hierunter), seit 2005 als Trainer, der den VF 2008 in die vierte und 2013 in die dritte Liga führte.

## Ligazugehörigkeit und Erfolge
Profistatus hat Luçon bisher nicht besessen und entsprechend auch der professionellen Division 1 beziehungsweise der Division 2 (seit 2002: Ligue 1/Ligue 2) noch nie angehört. Zur Saison 2013/14 hat der VF sich erstmals in seiner Vereinsgeschichte für die dritte Liga qualifiziert.
Die landesweite Hauptrunde im Wettbewerb um die Coupe de France hat der Verein bisher drei Mal erreicht. 2002 (noch als Stade Luçonnais, 0:2 in Niort gegen Paris Saint-Germain) und 2013 (Erstligist Stade Brest setzte sich erst im Elfmeterschießen durch) schied er jeweils im Zweiunddreißigstelfinale aus. 2012 hingegen gelang Luçon der Einzug ins Sechzehntelfinale; darin erwies sich allerdings der spätere Pokalsieger Olympique Lyon – dieses Heimspiel trugen die Amateure vor rund 15.000 Zuschauern im Stade de la Beaujoire von Nantes aus – als zu stark.

## Bekannte ehemalige Spieler
- Richmond Forson, 2002–2005 bei Luçon